# Ian C. Percival
Ian Colin Percival (né en 1931) est un physicien théorique britannique. Il est professeur émérite de l'École de physique et d'astronomie du Queen Mary et Westfield College de l'Université de Londres. 

## Recherches
Il est l'un des pionniers du chaos quantique et il est connu pour sa suggestion dans les années 1970 sur l'existence d'un type différent de spectres de systèmes de mécanique quantique en raison du chaos classique. Des explorations numériques effectuées par d'autres chercheurs confirment cette idée par la suite. En 1987, il propose la théorie algébrique des nombres de Franco Vivaldi des corps de nombres quadratiques sur le comptage des orbites périodiques dans les systèmes dynamiques chaotiques discrets (la figure des chats de Vladimir Arnold). Plus tard, il travaille sur les bases de la mécanique quantique et le processus de mesure. Avec Walter Strunz, il suggère les propriétés de la mousse quantique à l'échelle de Planck (similaire au mouvement des particules dû au mouvement brownien) dans la fonction d'onde d'une interférence atome-faisceau.
En 1985, il reçoit le prix Naylor. En 1999, il reçoit le Prix Dirac, décernés chaque année par l'Institut de physique. Il est membre de la Royal Society.

## Livres et articles
- Avec Derek Richards : Introduction to Dynamics, Cambridge University Press 1982
- "Chaos: A Science for the Real World", dans Nina Hall (éditeur), The New Scientist Guide to Chaos, Penguin 1992 (également New Scientist, 21 octobre 1989)
- Quantum State Diffusion, Cambridge University Press 1998
- Avec Nicolas Gisin, "The Quantum-State Diffusion Model Applied to Open Systems", Journal of Physics A, volume 25, 1992, pp. 5677–91
- Publié avec P. Cvitanović, A. Wirzba: Quantum Chaos–Quantum Measurement, Kluwer 1992 (dans lequel par Percival : "Quantum Records")
- Publié avec Michael Berry, Nigel Oscar Weiss: Dynamical Chaos, Royal Society London 1987, Princeton University Press 1989 (Royal Society Discussion Meeting 4–5 février 1987)
- "Chaos in Hamiltonian Systems", Proc. Roy. Soc., A , tome 413, 1987, p. 131–143
- « Integrable and nonintegrable Hamiltonian systems » dans « Non-linear dynamics aspects of particle accelerators », Lecture Notes in Physics, volume 247, 1986, pp. 12–36